# Friuli Isonzo Chardonnay spumante
Il Friuli Isonzo Chardonnay spumante è un vino DOC la cui produzione è consentita nella provincia di Gorizia.

## Caratteristiche organolettiche
- colore:
- odore:
- sapore: